# کشتی ساکورا
کشتی ساکورا (به انگلیسی:The Ark Sakura) رمانی به قلم کوبو آبه نویسنده ژاپنی است. قهرمان رمان انسان گوشه‌گیری است که از ترس پایان دنیا در جنگ سرد در یک معدن متروکه زندگی می‌کند و با ساختن بلیط‌هایی به دنبال افرادی خاص می‌گردد تا آنها را از آخرالزمان نجات دهد. این رمان در سال ۱۹۸۴ منتشر شده‌است.

## خلاصه داستان
قصهٔ رمان از زبان شخصیتی به نام موش کور روایت می‌شود که در ابتدای داستان برای خرید و یافتن مسافرهای کشتی‌اش به شهر می‌رود. او در یک مرکز خرید با یک حشره فروش و حشره‌ای به نام یوپکاچیا آشنا می‌شود که از مدفوع خودش تناول می‌کند و مثل ساعت به دور خودش می‌گردد و ساکن است. در ادامه ارتباطی با حشره فروش برقرار می‌شود و در برابر خرید یوپکاچیا بلیط‌های کشتی نجات به او واگذار می‌شود. در زمانی که حشره فروش به دستشویی رفته‌است دو زن و مرد بازار گرمکن وارد غرفه می‌شوند و بلیط‌های نجات را می‌دزدند. موش کور و حشره فروش با هم به معدن که همان کشتی نجات است می‌روند و در آن جا با بازارگرمکن‌ها روبرو می‌شوند و در ادامه حوادث دیگری برای آن‌ها پیش می‌آید.

## سبک
سبک اثر کوبو آبه ابزورد و آخرالزمانی است و در رمان به نسبت فرد با جمع و از خود بیگانگی و سرگشتگی انسان در جامعهٔ مدرن می‌پردازد.

## ترجمهٔ فارسی
این رمان در ایران با نام کشتی ساکورا و ترجمهٔ فردین توسلیان توسط نشر کتاب فانوس منتشر شده‌است.
1. ↑  ایبنا. «کشتی ساکورا». ایبنا. بایگانی‌شده از اصلی در ۱۶ آوریل ۲۰۱۹. دریافت‌شده در ۲۶ فوریه ۲۰۱۸.